# 直川村 (和歌山県)
直川村（のうがわむら）は、和歌山県海草郡にあった村。旧名草郡。

## 地理
- 河川
  - 紀の川
  - 墓ノ谷
- 山
  - 俎石山 - 大阪府泉南郡東鳥取村・岬町との境界
  - 大福山 - 大阪府泉南郡岬町との境界
  - 籤法ヶ岳

### 隣接していた自治体
- 和歌山県
  - 和歌山市
  - 海草郡
    - 有功村
    - 紀伊村
- 大阪府
  - 泉南郡
    - 東鳥取村（現阪南市）
    - 岬町

## 歴史
- 1889年4月1日 - 町村制施行により、直川村1村がそのまま名草郡直川村となる。
- 1896年4月1日 - 郡の統合により名草郡が海部郡と合併して海草郡となる[1]。
- 1958年4月1日 - 有功村，川永村，小倉村とともに和歌山市へ編入。

## 交通

### 鉄道
- 西日本旅客鉄道阪和線が横断するが、駅はない。最寄は西隣の六十谷駅。

### 道路
- 自動車専用道路
  - 阪和自動車道：和歌山北IC
- 主要地方道
  - 和歌山県道7号粉河加太線
- 一般県道
  - 和歌山県道139号小豆島船所線